# Павлюхин, Юрий Тихонович
Юрий Тихонович Павлюхин — кандидат физико-математических наук, доктор химических наук, лауреат Государственной премии Российской Федерации.

## Биография
Родился в Хабаровском крае 01.01.1948 г.
Окончил физико-математическую школу при Новосибирском государственном университете (1965) и физический факультет НГУ (1970, с отличием).
С 1970 г. стажёр-исследователь лаборатории кинетики химических реакций в твёрдой фазе Института химической кинетики и горения СО АН СССР. С 1972 г. аспирант кафедры радиохимии НИХИ Ленинградского государственного университета. В 1976 г. защитил кандидатскую диссертацию на тему «Исследование явления суперпарамагнетизма в неодноосных системах методом ЯГР».
Вернулся в Новосибирск, работал в Институте физико-химических основ переработки минерального сырья СО АН СССР (позднее назывался Институт химии твёрдого тела и механохимии СО РАН) в должностях от младшего научного сотрудника до заведующего Лабораторией неравновесных твердофазных систем (до 1998 г. Лаборатория структурных исследований).
Специалист в области мессбауэровской спектроскопии, структурно-химических исследований твердофазных процессов, механохимии, физики и химии твёрдого тела.
Под его руководством выполнены работы по исследованию высокотемпературных сверхпроводников, впервые в мире установлены особенности кристаллизации ВТСП из предварительно механохимически разупорядоченных веществ.
За цикл работ в области механохимии оксидных и металлических систем в составе авторского коллектива в 1993 году присуждена Государственная премия РФ в области науки и техники.
В 2000 г. защитил докторскую диссертацию, посвящённую механохимии сложных оксидов с плотноупакованным мотивом строения:
- Структурные изменения при механической активации сложных оксидов с плотноупакованным мотивом строения : диссертация ... доктора химических наук в форме науч. докл. : 02.00.21. - Новосибирск, 2000. - 102 с. : ил.; 20х15 см.

Скоропостижно умер 28 июня 2012 года. Похоронен на родине в Хабаровском крае.